# 村上石
村上石（むらかみせき、Murakamiite）は、愛媛県上島町岩城島で発見されたLiCa2Si3O8(OH)という化学式で表されるリチウムを多量に含む珍しい鉱物。ペクトライト（ソーダ珪灰石）のナトリウムがリチウムに置換している。
2016年（平成28年）山口大学院創成科学研究科の今岡照喜教授、永嶌真理子准教授、加納隆名誉教授、海洋研究開発機構の木村純一上席技術研究員、常青(Qing Chang) 技術主任、ジェムリサーチジャパン株式会社の福田千紘課長らの共同研究グループにより、著名な鉱物学者・岩石学者でもある村上允英（山口大学名誉教授）にちなみ「村上石」と命名された。

## サイド・ストーリー
村上允英は山口大学名誉教授。1983年に櫻井賞を受賞し、1994年に地質学貢献と杉石の命名により、勲三等旭日中綬章受章・正四位に叙せられる。
ペクトライトグループには、リチウムを多量に含む鉱物が存在するに違いないと予測されていたが、長らく空位のままであり、「村上石」の発見は空位を埋める大変貴重な発見となった。
発見者の一人永嶌によれば、発見地の村上石を含む曹長岩におけるリチウムの分布は偏っており、タイプ標本以外に村上石は見つかっていないという。同様にリチウムを含む片山石、杉石とも共産するが、片山石が短波長の紫外線で青く蛍光するのに対し、村上石は長波長の紫外線で紫がかったピンク色に蛍光する。